# استانهوپ، نیوجرسی
استانهوپ (به انگلیسی: Stanhope) شهری در ایالت نیوجرسی کشور ایالات متحده آمریکا است که جمعیت آن در سرشماری سال ۲۰۱۰ میلادی، ۳٬۶۱۰ نفر بوده‌است.